# Ludogorec Arena
Ludogorec Arena (bulharsky Лудогорец Арена) je fotbalový stadion v bulharském městě Razgrad, který je domovem klubu PFK Ludogorec Razgrad. Kapacita je 8 000 míst k sezení, jiný zdroj uvádí 6 500 míst. Osvětlení stadionu je 1 400 luxů, otevřen byl 21. září 2011.